# Diokles (lekarz)

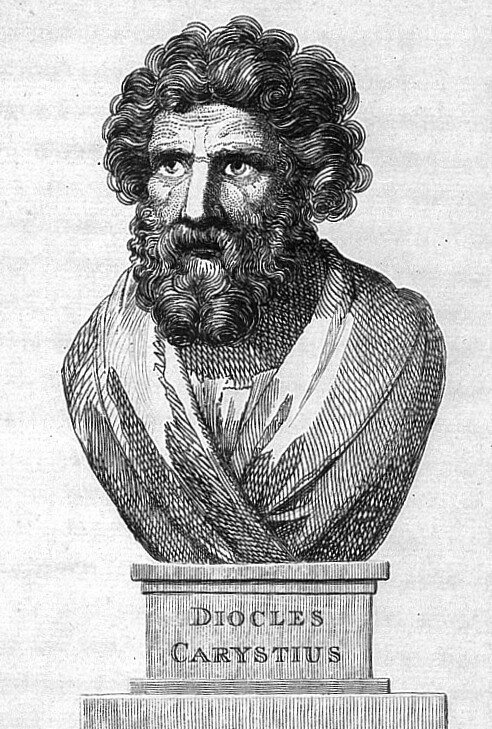
Grawerowane popiersie Dioklesa

Diokles (gr. Διοκλῆς, ur. ok. 350 p.n.e. w Karystos na wyspie Eubea, zm. ?) – grecki lekarz, nazywany drugim Hipokratesem.
Rozwijał prace Hipokratesa. Napisał pierwszą książkę o anatomii. Był wynalazcą tzw. Łyżki Dioklesa, służącej do usuwania strzał z ciała, bez potrzeby dodatkowego ranienia pacjenta jej zadziorami, ani przepychania jej, tak by wyszła drugą stroną.